# MDF
MDF (fra tysk Mittel-Dichte Faserplatte) er et træprodukt fremstillet af løvtræ eller nåletræ, som findeles til træfibre og opblandes med voks og lim. Senere presses massen under høj temperatur og tryk for at forme plader og paneler. Det er et byggemateriale, der bruges på samme måde som krydsfiner og spånplade.
Det, der gør MDF unikt i forhold til andre pladematerialer så som krydsfiner eller spånplade, er, at materialets overflade er ekstremt fint på grund af fremstillingsmåden.

## Fremstilling
MDF fremstilles ved at træ splittes op i små træstykker, som findeles til endnu mindre træspåner. Herefter bliver træspånerne under tryk dampet for at blødgøre dem, og der tilsættes flydende voks og spånerne bliver gnubbet mod hinanden i en defibrator hvilket adskiller spånerne i fibre. Fibrene bliver så blandet med en stærk form for lim (typisk formaldehyd baseret), som kan holde træspånerne sammen i helt ekstreme varmeforhold (hvis man anvendte en almindelig træ-lim, ville limen simpelt hen smelte, når den bliver udsat for den varme, som bliver påført, når man fx skal påmontere finer på MDF pladen). Når limen er blandet godt sammen med træfibrene, tørres blandingen og kan lagres indtil fremstillingen af selve pladerne.
For at fremstille pladerne bliver blandingen af fibre, klæber og voks lagt som et tæppe mellem to rullebånd og kørt ind i en presse, som opvarmer massen samtidig med at den presser tæppet ned til ¼, af den oprindelige tykkelse. Sidste led i produktionsprocessen er, at pladen skal have lov til at hærde i 2-3 timer, for at limen får lov til at hærde fuldstændigt ind. Efter afslutningen af hærdningsproccen er MDF-pladen klar til brug og vil typisk bestå af 82% træfibre, 9% lim, 8% vand og 1% voks.

## Anvendelse
MDF anvendes inden for flere områder, blandt andet møbelindustri og byggematerialeindustri (eksempelvis til dørplader).
En grund til at MDF anvendes udbredt, er den helt unikke egenskab, at den bliver ved med at være ”massiv” uanset hvor dybt, man bearbejder den. Det vil sige at man fx kan fræse mønstre ned i overfladen, male den, og derefter vil man ikke kunne se nogen synlige spor fra fræsningen. Således kan man stort set bruge MDF til fremstilling af alle møbler, og hvis man for eksempel gerne vil have et "råt" udtryk i overfladen, som træ jo egentlig har, kan man bare pålime tynde strimler af træ på overfladen, også kaldet finer. Derved kan man skabe et hvilket som helst ønsket udseende ud af MDF.

## Typer
Der er forskellige typer af MDF.

### Frit farvevalg
Først og fremmest kan man få MDF i lige den farve, man ønsker: blå, grøn, sort og så videre. Det eneste, der skal til, er, at producenten iforbindelse med fremstillingsprocessen hælder en mængde farvestof i limen, som skal bruges til fremstilling af de ønskede plader.

### Brandhæmmende MDF
Ligeledes kan man få en MDF-plade, der er specielt brandhæmmende. Det kan fx være nyttigt til bygninger, hvor der er sat nogle specifikke brandkrav så som kontorbygninger, hospitaler og lignende. Måden, man fremstiller en brandhæmmende MDF plade på, er faktisk lidt på samme som den almindelige form for MDF, forskellen ligger i, at man blander en form for cementstøv med i blandingen af træspåner og lim. Idet cementstøvet går ind og påvirker MDF´en, bliver denne vanskeligere at antænde.

## Miljø
MDF er et forholdsvis miljøvenligt materiale. Dog er det et problem, at der ved opskæring og anden bearbejdning frigøres meget fint støv, som kan skabe sundhedsproblemer ved indånding. Derfor anbefales, at bearbejdning af MDF enten sker i vel ventilerede rum med god udsugning ved arbejdspladsen eller i fri luft.